# Ernest Tubb
Ernest Tubb (Crisp, 1914. február 9. – Nashville, 1984. szeptember 6. vagy 1984. augusztus 14.) amerikai countryénekes, dalszerző, zenekarvezető. Ernest Dale Tubb ("„a texasi trubadúr”) a countryzene egyik úttörője volt. Pályafutása legnagyobb slágere a „Walking the Floor Over You” (1941) volt, amelynek jelentős szerepe volt a honky-tonk elterjedésében is. 1948-ban Ernest Tubb volt az az énekes, aki a „Blue Christmas” című dalt először előadta, bár azt később Elvis Presley 1950-es verziójával ismerik. Egy másik jól ismert Tubb-sláger volt a „Waltz Across Texas” − a tánciskolák, -mulatságok kedvenc darabja.
Tubb az 1960-as évek elején duetteket is rögzített az akkor kibontakozó Loretta Lynnel.

## Pályafutása

Ernest Dale Tubb nagy család jalegfiatalabb gyerekeként a vidéki TexasbaGrand Ole Opry logo.svgn nőtt fel. Jimmie Rodgers hatására kezdett gitározni. 1934-ben sikerült bekerülnie  egy rádióműsorba, amelyet szinte naponta sugároztak.
Jimmie Rodgers 1933-ban halt meg tuberkulózisban. A legenda szerint egy napon Tubb megtalálta Rodgers özvegyének számát a telefonkönyvben. felhívta. Évtizedekig tartó barátság alakult ki köztük. Carrie Rodgers amennyire tudta, bátorította a fiatal zenészt. Egy fotózásra férje gitárját bocsátotta a rendelkezésére.
Lemezszerződést is kötött vele az RCA Records. Az első két kislemezen Tubb megpróbálta utánozni Jimmie Rodgerst, kudarcot vallott és elvesztette a szerződését. Kisebb szereplésekkel és rádiófelvételekkel tartotta magát a felszínen. Reklámszerepeket kapott egy kereskedelmi vállalatnál.
1940-ben szerződtette a Decca Records. Ugyanebben az évben megjelent első kisebb slágere. Áttörését 1941-ben hozta meg „Walking The Floor Over You” című saját szerzeményével. Ez a kislemez több mint egymillió példányban kelt el – a kibontakozó világválság idején. A Walking The Floor Over You volt egyébként az első fontos honky-tonk dal.
1943-ban Tubb Nashville-be költözött. Tagja lett a The Grand Ole Opry-nak. Ő volt az első countryzenész, aki elektromos gitárt használt. 
1944-ben első helyezést ért el a Folk Country and Western (C&W) slágerlistákon „Soldier's Last Letter” című számával. Ezt a listasikerek szinte megszakítás nélküli sorozata követte, amely egészen az 1960-as évekig tartott. Tubb az egyike volt azon kevés régi sztároknak, akik túlélték a rockabillyt, a rock 'n' rollt és a nashville-i hangzást. Meleg, mély, egyszerűen búgó hangjával hű maradt a honky-tonkhoz.
1947-ben Tubb megnyitotta az első és még ma létező Ernest Tubb lemezboltot a nashville-i Broadway-n, amely hamarosan sikeres üzletánccá vált. Nem sokkal ezután kezdeményezte a Midnight Jamboree-t, a Grand Ole Opry-n hetente sugárzott rádióműsort. Tubb karrierjének másik csúcspontja a New York-i Carnegie Hallban adott koncert volt.
1966-ban súlyos tüdőbetegséget diagnosztizáltak nála, de továbbra is kimerítő túrákat tett. 1975-ben a Decca − 35 év után − felmondta a szerződést. Tubb egészségi állapota érezhetően megromlott, ezért 1982-ben be kellett fejeznie zenei pályafutását. 1984-ben halt meg Nashville-ben. A Nashville Hermitage Memorial Gardensben temették el.
1953-ban fia, Justin Tubb sikeres rockzenésszé vált.

## Érdekesség
A német Western Union együttes 1982-ben írt „I would like to go to Nashville” című dalában szól Tubbról. Egy gyári munkásról van szó, aki egy nagyvárosi utazásról álmodik, de anyagilag nem engedheti meg magának.

## Kislemezek
- 1936: The Passing Of Jimmie Rodgers / Jimmie Rodgers' Last Thoughts
- 1936: The T.B. Is Whipping Me / Since That Black Cat Crossed My Path
- 1940: Blue Eyed Elaine / I'll Get Along Somehow
- 1940: I'll Never Cry Over You / You Broke My Heart
- 1942: E.T. Blues / Walking The Floor Over You
- 1943: Try Me One More Time
- 1944: Soldier's Last Letter / Yesterday's Tears
- 1945: Keep My Mem'ry In Your Heart / Tomorrow Never Comes
- 1945: Careless Darlin'
- 1945: It's Been So Long Darling
- 1946: Rainbow At Midnight
- 1946: Filipino Baby / Drivin' Nails In My Coffin
- 1947: Don't Look Now (But Your Broken Heart Is Showing) / So Round, So Firm, So Fully Packed
- 1947: I'll Step Aside
- 1948: Seaman's Blues
- 1948: You Nearly Lose Your Mind
- 1948: Forever Is Ending Today / That Wild And Wicked Look In Your Eye
- 1948: Have You Ever Been Lonely? (Have You Ever Been Blue) / Let's Say Goodbye Like We Said Hello
- 1949: Till The End Of The World / Daddy, When Is Mommy Coming Home?
- 1949: That's All She Wrote / Why Should I Cry Over You
- 1949: I'm Bitin' My Fingernails And Thinking Of You / Don't Rob Another Man's Castle
- 1949: Mean Mama Blues
- 1949: Slipping Around / My Tennessee Baby
- 1949: My Filipino Rose / Warm Red Wine
- 1949: Blue Christmas / White Christmas
- 1949: Tennessee Border No. 2 / Don't Be Ashamed Of Your Age
- 1950: Letters Have No Arms / I'll Take A Back Seat For You
- 1950: I Love You Because / Unfaithful One
- 1950: Throw Your Love My Way / Give Me A Little Old Fashioned Love
- 1950: Goodnight Irene / Hillbilly Fever No. 2
- 1950: You Don't Have To Be A Baby To Cry
- 1950: (Remember Me) I'm The One Who Loves You
- 1950: Blue Christmas
- 1951: Don't Stay Too Long
- 1951: The Strange Little Girl
- 1951: Hey La La
- 1951: Driftwood On The River
- 1952: Too Old To Cut The Mustard
- 1952: Missing In Action
- 1952: Somebody's Stolen My Honey
- 1952: Fortunes In Memories
- 1953: No Help Wanted
- 1953: Divorce Granted
- 1954: Two Glasses, Joe
- 1955: The Yellow Rose Of Texas
- 1955: Thirty Days (To Come Back Home)
- 1957: Mr. Love / Leave Me
- 1957: My Treasure / Go Home
- 1957: Geisha Girl / I Found My Girl In The U.S.A
- 1958: House Of Glass / Heaven help Me
- 1958: Hey Mr. Bluebird / How Do We Know
- 1958: Hey, Mr. Bluebird
- 1958: Keep Purple Blues / Half A Mind
- 1958: What Am I Living For / Goodbye Sunshine Hello Blues
- 1959: I Cried A Tear / I'd Rather Be
- 1959: Next Time / What I Know About Her
- 1960: Everybody's Somebody's Fool / Let The Little Girl Dance
- 1960: Live It Up / Accidentally On Purpose
- 1960: A Guy Named Joe / White Silver Sands
- 1961: Girl From Abilene / Little Old Band Of Gold
- 1961: Don't Just Stand There / Thoughts Of A Fool
- 1961: Through That Door
- 1961: Christmas Is Just Another Day For Me / Rudolph The Red Nosed Reindeer
- 1962: I'm Looking High And Low For My Baby / Show Her Lots Of Gold
- 1963: Mr. Juke Box / Walking The Floor Over You
- 1963: Thanks A Lot / The Way You're Living
- 1964: Be Better To Your Baby / Think Of Me, Thinking Of You
- 1964: Love Was Right Here All The Time / Mr. & Mrs. Used To Be
- 1964: Pass The Booze / That's All You'll Ever Be
- 1965: Do What You Do Do Well / Turn Around, Walk Away
- 1965: Our Hearts Are Holding Hands / We're Not Kids Anymore
- 1965: Waltz Across Texas
- 1965: After The Boy Gets The Ball / It's For God And Country And You Mom
- 1966: Just One More / Till My Getup Has Gotup And Gone
- 1966: Another Story, Another Time, Another Place / There's No Room In My Heart (For The Blues)
- 1967: Beautiful, Unhappy Home / Sweet Thang
- 1968: Nothing Is Better Than You / Too Much Of Not Enough
- 1968: I'm Gonna Make More Like A Snake / Mama, Who Was That Man
- 1969: Tommy's Doll / Saturday Satan Sunday Saint
- 1969: Somewhere Between / Who's Gonna Take The Garbage Out
- 1970: Dear Judge / Good Year For The Wine
- 1973: Texas Troubador / I've Got All The Heartaches I Can Handle
- 1974: Anything But This / Don't Water Down The Bad News
- 1975: I'd Like To Live It Again / If You Don't Quit Checkin' On Me (I'm Checkin' Out On You)
- 1977: Sometimes I Do / Half My Heart's In Texas
- 1979: Waltz Across Texas
- 1979: Walkin' The Floor Over You
- 1983: Leave Them Boys Alone

## Díjak
- 1965: Country Music Hall of Fame
- 1984: Nashville Songwriters Hall of Fame
- 1999: Texas Country Music Hall of Fame

## Fordítás
Ez a szócikk részben vagy egészben  az   Ernest Tubb című német Wikipédia-szócikk ezen változatának fordításán alapul.  Az eredeti cikk szerkesztőit annak laptörténete sorolja fel. Ez a jelzés csupán a megfogalmazás eredetét és a szerzői jogokat jelzi, nem szolgál a cikkben szereplő információk forrásmegjelöléseként.